# 35-ös busz (Szolnok)
A szolnoki 35-ös jelzésű autóbusz egy helyi járat, ami a Tallinn városrésze és a Kőrösi út között közlekedik érintve az Üteg utcát. A viszonylatot a Volánbusz üzemelteti.

## Megállóhelyei
Átszállási kapcsolatok teljes listája (távolsági és helyközi járatokkal együtt) kizárólag a végállomásoknál feltüntetve.
| 35 (Tallinn városrész ◄► Üteg utca ◄► Autóbusz-állomás ◄► Kőrösi út) | 35 (Tallinn városrész ◄► Üteg utca ◄► Autóbusz-állomás ◄► Kőrösi út) | 35 (Tallinn városrész ◄► Üteg utca ◄► Autóbusz-állomás ◄► Kőrösi út) | 35 (Tallinn városrész ◄► Üteg utca ◄► Autóbusz-állomás ◄► Kőrösi út) | 35 (Tallinn városrész ◄► Üteg utca ◄► Autóbusz-állomás ◄► Kőrösi út) | 35 (Tallinn városrész ◄► Üteg utca ◄► Autóbusz-állomás ◄► Kőrösi út) | 35 (Tallinn városrész ◄► Üteg utca ◄► Autóbusz-állomás ◄► Kőrösi út)                       | 35 (Tallinn városrész ◄► Üteg utca ◄► Autóbusz-állomás ◄► Kőrösi út) |
| Sorszám (↓)                                                          | Megállóhely                                                          | Perc (↓)                                                             | Perc (↓)                                                             | Kilométer (↓)                                                        | Kilométer (↓)                                                        | Átszállási kapcsolatok                                                                     |                                                                      |
| -------------------------------------------------------------------- | -------------------------------------------------------------------- | -------------------------------------------------------------------- | -------------------------------------------------------------------- | -------------------------------------------------------------------- | -------------------------------------------------------------------- | ------------------------------------------------------------------------------------------ | -------------------------------------------------------------------- |
| 1 Üteg utcáról induló nem érinti.                                    |                                                                      |                                                                      |                                                                      |                                                                      |                                                                      |                                                                                            |                                                                      |
| 0                                                                    | Tallinn városrész végállomás                                         | 0                                                                    | ∫                                                                    | 0.0 km                                                               | ∫                                                                    | 1, 1A, 1Y, 2, 2Y, 3, 5, 10, 10A, 11Y, 12, 12A, 31, 36, 37                                  |                                                                      |
| 1                                                                    | Liliom utca                                                          | 1                                                                    | ∫                                                                    | 0.6 km                                                               | ∫                                                                    | 2, 2Y, 3, 10A, 12A, 31                                                                     |                                                                      |
| 2                                                                    | Szegfű utca                                                          | 2                                                                    | ∫                                                                    | 1.0 km                                                               | ∫                                                                    | 2, 2Y, 3, 10A, 12A, 31                                                                     |                                                                      |
| 3                                                                    | Verseghy út                                                          | 3                                                                    | ∫                                                                    | 1.4 km                                                               | ∫                                                                    | 2, 2Y, 3, 10A, 12A, 31                                                                     |                                                                      |
| 4                                                                    | Bimbó utca                                                           | 4                                                                    | ∫                                                                    | 1.8 km                                                               | ∫                                                                    | 5, 10A, 11, 12A, 31                                                                        |                                                                      |
| 5                                                                    | Üteg utca vonalközi végállomás                                       | 5–6                                                                  | 0                                                                    | 2.3–2.6 km                                                           | 0.0 km                                                               | 5, 10A, 11, 12A, 31 4605, 4606                                                             |                                                                      |
| 6                                                                    | Bimbó utca                                                           | 7                                                                    | 1                                                                    | 3.2 km                                                               | 0.6 km                                                               | 5, 10A, 11, 12A, 31                                                                        |                                                                      |
| 7                                                                    | Városmajor út                                                        | 8                                                                    | 2                                                                    | 3.5 km                                                               | 0.9 km                                                               | 5, 11                                                                                      |                                                                      |
| 8                                                                    | MÁV kórház                                                           | 9                                                                    | 3                                                                    | 3.9 km                                                               | 1.3 km                                                               | 2, 2Y, 3, 5, 11                                                                            |                                                                      |
| Csak a Kőrösi út felé tartók érintik.                                |                                                                      |                                                                      |                                                                      |                                                                      |                                                                      |                                                                                            |                                                                      |
| 9                                                                    | Pólya Tibor út                                                       | 10                                                                   | 4                                                                    | 4.3 km                                                               | 1.7 km                                                               | 3, 5, 11, 15, 36, 37, 41                                                                   |                                                                      |
| 10                                                                   | Kormányhivatal                                                       | 11                                                                   | 5                                                                    | 4.9 km                                                               | 2.3 km                                                               | 2, 2Y, 3, 10, 10A, 11Y, 12, 12A, 15, 32, 36, 37                                            |                                                                      |
| 11                                                                   | Autóbusz-állomás                                                     | 13                                                                   | 7                                                                    | 5.2 km                                                               | 2.6 km                                                               | 3, 10, 10A, 12, 12A, 15, 21, 21A, 22, 22A, 23, 23A, 23E, 24, 24A, 25, 25A, 32, 33, 36, 44  |                                                                      |
| 12                                                                   | Sarló utca                                                           | 14                                                                   | 8                                                                    | 5.6 km                                                               | 3.0 km                                                               | 3, 10, 10A, 12, 12A, 15, 21, 21A, 22, 22A, 23, 23A, 23E, 24, 24A, 25, 25A, 32, 36, 44      |                                                                      |
| 13                                                                   | McDonald’s étterem                                                   | 15                                                                   | 9                                                                    | 6.2 km                                                               | 3.6 km                                                               | 3, 10, 10A, 12, 12A, 15, 21, 21A, 22, 22A, 23, 23A, 23E, 24, 24A, 25, 25A, 32, 34B, 36, 44 |                                                                      |
| 14                                                                   | INTERSPAR                                                            | 16                                                                   | 10                                                                   | 6.4 km                                                               | 3.8 km                                                               | 3, 10, 10A, 12, 12A, 15, 21, 21A, 23, 23A, 23E, 25, 25A, 32, 34, 34E, 36, 44               |                                                                      |
| 15                                                                   | Jubileum tér                                                         | 17                                                                   | 11                                                                   | 7.0 km                                                               | 4.4 km                                                               | 2Y, 3, 10, 10A, 11, 12, 12A, 21, 21A, 23, 23A, 23E, 25, 25A, 44                            |                                                                      |
| 16                                                                   | Bajcsy-Zsilinszky út                                                 | 18                                                                   | 12                                                                   | 7.3 km                                                               | 4.7 km                                                               | 2, 2Y, 3, 21, 21A, 23, 23A, 23E, 25, 25A, 32, 34, 34E, 44                                  |                                                                      |
| 17                                                                   | Bán utca                                                             | 19                                                                   | 13                                                                   | 7.8 km                                                               | 5.2 km                                                               | 2, 2Y, 3, 5, 21, 21A, 23, 23A, 23E, 25, 25A, 32, 33, 34, 34E, 44                           |                                                                      |
| 18                                                                   | Temető                                                               | 20                                                                   | 14                                                                   | 8.1 km                                                               | 5.5 km                                                               | 3, 23, 23A, 23E                                                                            |                                                                      |
| 19                                                                   | MÁV Járműjavító                                                      | 21                                                                   | 15                                                                   | 8.4 km                                                               | 5.8 km                                                               | 3, 7, 8, 23, 23A, 23E                                                                      |                                                                      |
| 20                                                                   | Irodaház                                                             | 22                                                                   | 16                                                                   | 8.8 km                                                               | 6.2 km                                                               | 3, 7, 8, 23, 23A, 23E                                                                      |                                                                      |
| 21                                                                   | Harang utca (↓) Lomb utca (↑)                                        | 23                                                                   | 17                                                                   | 9.2 km                                                               | 6.6 km                                                               | 3, 23, 23A, 23E                                                                            |                                                                      |
| 22                                                                   | Szolnoki Ganz                                                        | 24                                                                   | 18                                                                   | 9.5 km                                                               | 6.9 km                                                               | 3, 23, 23A, 23E                                                                            |                                                                      |
| 23                                                                   | Kőolajkutató                                                         | 25                                                                   | 19                                                                   | 9.7 km                                                               | 7.0 km                                                               | 3, 23, 23A, 23E                                                                            |                                                                      |
| 24                                                                   | Kőrösi út végállomás                                                 | 26                                                                   | 20                                                                   | 10.3 km                                                              | 7.7 km                                                               | 3, 23, 23A, 23E                                                                            |                                                                      |